# Хонган-дзи

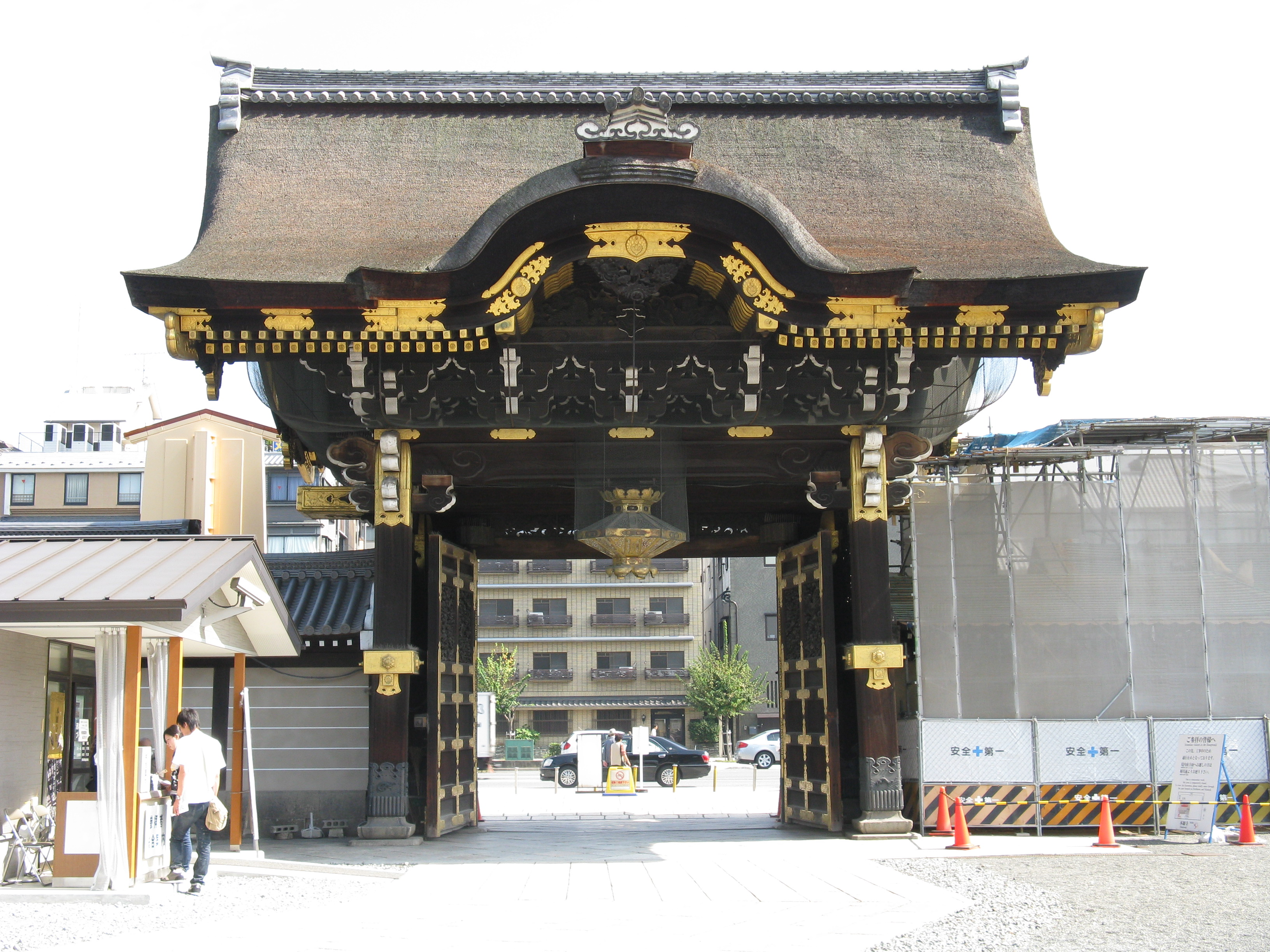
Ворота в современном храме Ниси Хонган-дзи…

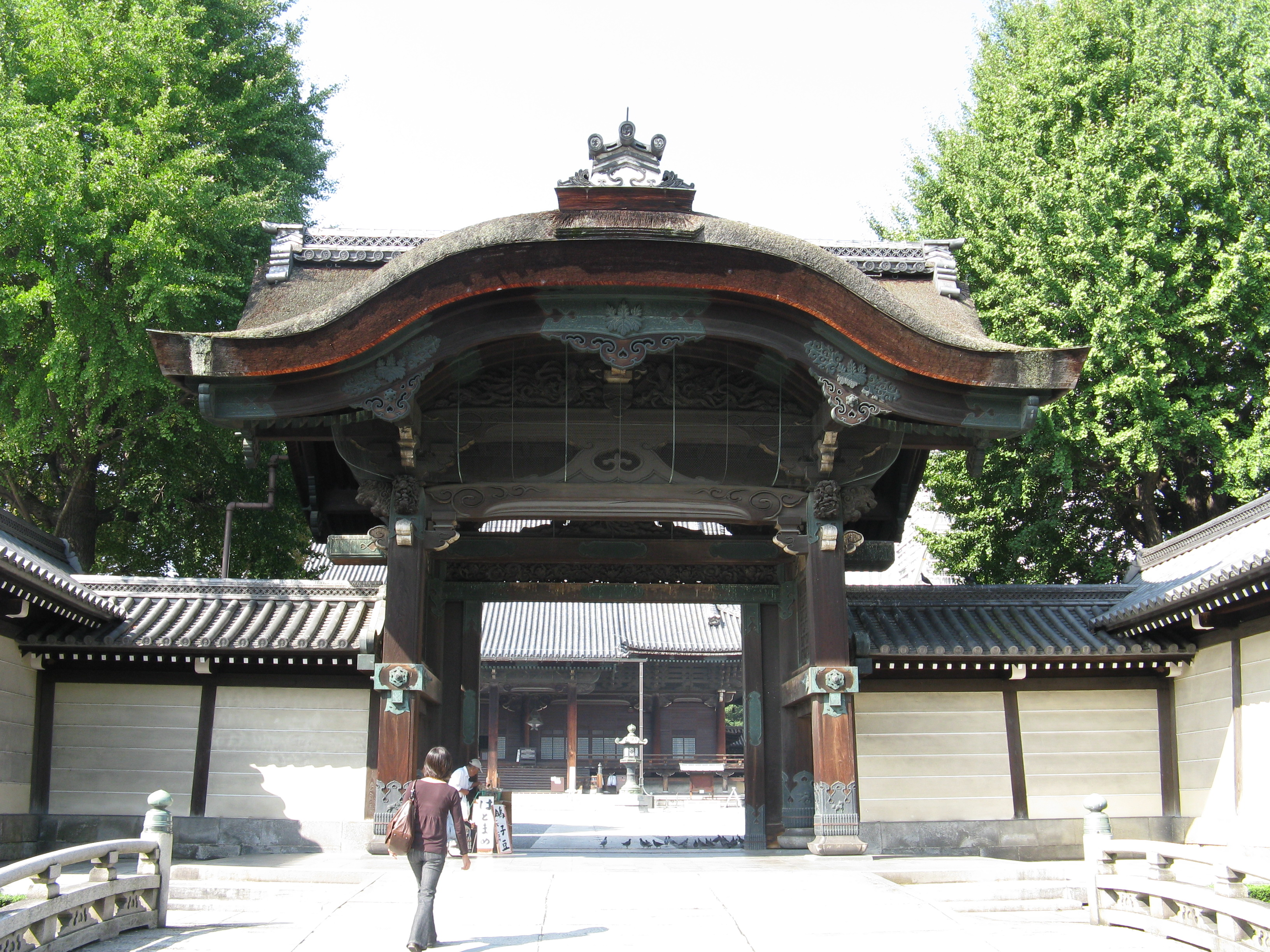
…и Хигаси Хонган-дзи

Хонган-дзи (яп. 本願寺, «Храм великого обета Будды») — общее название храмов буддийской школы Дзёдо-синсю.

## История
Первый храм под названием Хонган-дзи был построен в 1321 году в Киото, рядом с местом захоронения Синрана, основателя школы Дзёдо-синсю. Первым настоятелем храма стал праправнук Синрана Какунё. В XV веке, при настоятеле Рэннё, Хонган-дзи значительно усилился за счёт привлечения в ряды последователей учения Дзёдо-синсю большого числа воинственных самураев и крестьян, образовавших армию под названием Икко-икки. Однако школа Тэндай, чья база располагалась на горе Хиэй в храме Энряку-дзи, усмотрела в усилении Хонган-дзи опасность для себя. В 1465 году монахи-воины школы Тэндай напали на храм соперников, разрушили часть строений и вынудили Рэннё бежать.
В 1496 году Рэннё основал новую базу своей школы в устье реки Йодо, где находится современный город Осака. Новый укреплённый храмовый комплекс получил название Исияма Хонган-дзи. Даймё Ода Нобунага, один из трёх легендарных объединителей Японии, опасался военной силы последователей Дзёдо-синсю и десять лет (с 1570 по 1580 год) осаждал эту крепость, пока император Огимати не убедил её настоятеля Кэннё сдаться. После сдачи храмовый комплекс был сожжён, а через три года Тоётоми Хидэёси начал на его месте строительство Осакского замка.
После поражения Кэннё не оставил мыслей о восстановлении храма и несколько раз менял его место, пока наконец Тоётоми Хидэёси не выделил в Киото участок под храм. Таким образом, Хонган-дзи вернулся в Киото. В 1592 году Кэннё умер, и настоятелем храма стал его старший сын Кёнё, однако сам Кэннё указал в завещании, что желает видеть настоятелем другого сына, Дзюннё. Согласно указаниям Хидэёси, Дзюннё в 1593 году стал настоятелем, а Кёнё удалился от дел. Однако десять лет спустя, в 1602 году Кёнё получил от первого сёгуна Токугавы Иэясу участок земли к востоку от Хонган-дзи и приказ основать там новый храм. Таким образом, Хонган-дзи, а с ним и последователи секты, были разделены надвое. Старый храм во главе с Дзюннё получил название Ниси Хонган-дзи (Западный Хонган-дзи, 34°59′28″ с. ш. 135°45′04″ в. д.), а новый во главе с Кёнё — Хигаси Хонган-дзи (Восточный Хонган-дзи).